# Tarzan (film)
Tarzan je americký animovaný komediální film režiséra Kevin Lima a Chris Buck. Ve filmu se objevili Tony Goldwyn, Minnie Driver, Glenn Close, Rosie O'Donnell, Brian Blessed, Lance Henriksen, Wayne Knight a Nigel Hawthorne.

## Obsazení
| Postova        | Původní hlas    | Česky hlas                                       |
| -------------- | --------------- | ------------------------------------------------ |
| Mladý Tarzan   | Alex D. Linz    | Matěj Štěpán                                     |
| Tarzan         | Tony Goldwyn    | Lumír Olšovský                                   |
| Jane Portr     | Minnie Driver   | Hana Ševčíková                                   |
| Klejton        | Brian Blessed   | Pavel Soukup                                     |
| Mladá Terk     |                 | Barbora Mětoková                                 |
| Terk           | Rosie D'Donnell | Yvetta Blanarovičová                             |
| Profesor Portr | Nigel Hawthorne | Dalimil Klapka                                   |
| Kala           | Glenn Close     | Vlasta Peterková (dialogy) Naďa Wepperová (zpěv) |
| Kerčak         | Lance Henriksen | Miloslav Mejzlík                                 |
| Mladý Tantor   | Taylor Dempsey  |                                                  |
| Tantor         | Wayne Knight    | Václav Vydra                                     |